# Süßkind von Trimberg

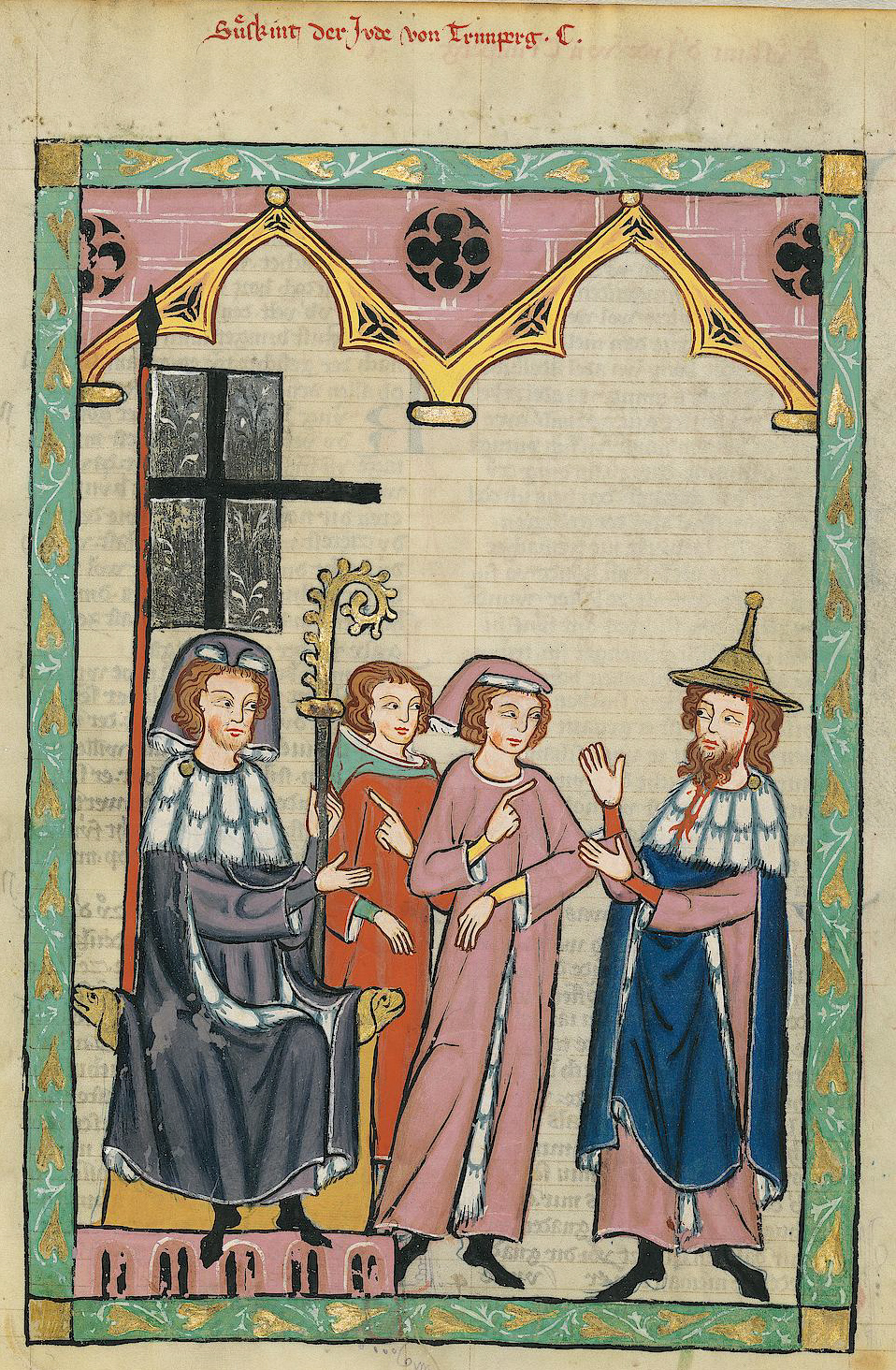
Süßkind, der Jude von Trimberg (Codex Manesse, 14. Jh.)
Dargestellt ist rechts ein vornehm gekleideter Jude (erkennbar am spitzen Judenhut) vor einem thronenden Amtsträger mit Bischofsstab und Bundhut, der Bischof und der Jude in einem Cape mit Kragen und Futter aus Fehwammenfell („Schönwerk“). Das Wappen deutet vermutlich auf Konstanz hin (deren Bischof, Heinrich von Klingenberg, von Hadlaub in der Liederhandschrift erwähnt wird und möglicherweise zu deren Stiftern gehörte).

Süßkind von Trimberg war ein deutscher Spruchdichter aus der zweiten Hälfte des 13. Jahrhunderts. Biographische Spuren sind von ihm kaum erhalten, ein Aufenthalt am Hofe des Bischofs von Würzburg wird vermutet.
Unter Süßkinds Namen sind in der Großen Heidelberger Liederhandschrift (Codex Manesse) zwölf Sangsprüche in sechs Tönen überliefert. Die Redaktoren der Handschrift haben außerdem weitere Seiten vorbereitet, offenbar, weil sie für ihre Sammlung noch mehr Material von diesem Dichter erwarteten. Ob deren Verfasser tatsächlich Jude war, als der er in der Liederhandschrift dreimal bezeichnet wird, wird immer wieder diskutiert. Im Artikel der aktuellen NDB werden dazu neuere Verweise geboten. Versuche, Süßkind urkundlich nachzuweisen, sind ergebnislos geblieben, doch den Namen Süßkind konnte im 13. Jahrhundert nur ein Jude tragen und die Herkunftsbezeichnung von Trimberg (westlich von Bad Kissingen) passt zur mitteldeutschen Schreibsprache der Strophen. Die Ursache für die Zweifel sind ohnehin weniger der Mangel an Quellen – dieser herrscht auch für etliche andere Dichter der Werke in der Großen Heidelberger Liederhandschrift – sondern die wenigen Nachweise für die Teilhabe von Juden an der mittelhochdeutschen Literatur. In jüngerer Zeit sind jedoch bei archäologischen Funden in Köln weitere Spuren entdeckt worden. Bei Ausgrabungen in Zürich, in der unmittelbaren Umgebung der Entstehung des Großen Heidelberger Liederhandschrift wurden Wandmalereien des 14. Jahrhunderts zu mittelhochdeutschen Gedichten entdeckt, die Juden in Auftrag gegeben hatten. Sowohl für die passive als auch für aktive Teilhabe von Juden an der mittelhochdeutschen Dichtung liegen damit heute gute Belege vor.
Man kann in Süßkinds Versen Parallelen zu alttestamentlichen Metaphern und Sinnsprüchen finden, und sein Lob der eigenen Ehefrau (III,2) verweist wie die Strophe über seine hungrigen Kinder (V,1) auf eine Existenz, die sich außerhalb der für einen fahrenden Sänger üblichen Bahnen bewegt haben könnte. In Strophe V,2 wird das Judentum direkt angesprochen, als der Sänger droht, er werde nicht mehr an den Höfen singen, sondern in alter juden leben mit Bart und langem Mantel, den Hut tief in der Stirn, demütig weiterziehen. Ob dies als ein gattungstypisches Heischemotiv verstanden werden soll oder als poetische Einsicht ins eigene Scheitern, ist Gegenstand einer lebhaften Fachdiskussion – denn dadurch, dass Süßkinds Dichtung als biografische Selbstdarstellung eines frühen Annäherungsversuchs eines Juden an die Mehrheitskultur gelesen werden kann, kommt ihr eine Bedeutung zu, die über sprachliche Kunstfertigkeit hinausgeht.
Das charakteristischste seiner Gedichte ist wohl die Fabel vom Wolf:
Ein Wolf viel jaemerlichen sprach:

Wâ sol ich nû belîben,

Sît ich dur mînes lîbes nâr

Muoz wesen in der âhte?

Darzuo sô bin ich geborn, diu schult, diun ist nicht mîn;

Vil manic man hât guot gemach,

den man siht valscheit trîben

unt guot gewinnen offenbâr

mit sündeclîher trâhte;

der tuot wirser vil, dan ob ich naem ein genslein.

Jân hab ich nicht, des goldes rôt

Zegebene umb mîne spîse,

des muoz ich rouben ûf den lip durch hungers nôt,

der valsch in sîner wîse ist schedelîcher, dan ich,

unt wil unschuldic sîn.